# Temporada 2024 del Campeonato de España de Turismos
La Temporada 2024 del Campeonato de España de Turismos es la primera en la que se usa esta denominación por V-Line, tras indicarles la RFEDA que no usaran el nombre de Campeonato de España de Resistencia para las carreras de menos de 2 horas de duración. A efectos prácticos por lo demás, se sigue el mismo formato de reglamentación y se comparte la parrilla con el Campeonato de España de GT, siendo último año con ambos campeonatos corriendo juntos como GT-CET. Tras los problemas de abastecimiento de Hankook sufridos por el certamen durante 2023, Pirelli pasa a ser el nuevo suministrador único del campeonato. 

## Novedades
- Respecto al año anterior del CER, la División 1 pasa a la Clase 2 y reaparece la División 5 que se incorpora a la Clase 3.
- La última ronda fue también puntuable para la Temporada 2024 del Campeonato de España de Resistencia y para la Temporada 2025 del Campeonato de España de Resistencia.

## Escuderías y pilotos
| Escudería         | Coche                   | N.º     | Pilotos            | Pilotos             | Rondas   |
| Clase 1           | Clase 1                 | Clase 1 | Clase 1            | Clase 1             | Clase 1  |
| ----------------- | ----------------------- | ------- | ------------------ | ------------------- | -------- |
| Baporo Motorsport | CUPRA TCR DSG           | 13      | Joan Vinyes III    |                     | 2-3      |
| Baporo Motorsport | CUPRA TCR DSG           | 13      | Joan Vinyes III    | Marc Carol          | 6        |
| Clase 2 - D1      |                         |         |                    |                     |          |
| RX Pro Racing     | Peugeot 308 Racing Cup  | 6       | Manuel Cañizares   | Marcos Menkes       | 1-6      |
| Lurauto KK        | BMW M2 CS Racing        | 15      | Asi Goros          | Luís Chillida       | 1-2      |
| Lurauto KK        | BMW M2 CS Racing        | 15      | Asi Goros          | 3                   |          |
| Lurauto KK        | BMW M2 CS Racing        | 15      | Asi Goros          | Sacha Hebrard       | 6        |
| UCAV Racing       | SEAT León Supercopa MK2 | 36      | Carlos Álvarez     | José Santos         | 1-6      |
| Clase 3 - D3      |                         |         |                    |                     |          |
| Balbor Motorsport | Renault Clio Cup IV     | 9       | José Luis Albors   | Germán López Balboa | Todas    |
| CD Plemar Sport   | Renault Clio Cup IV     | 18      | Jose Luís López    | Álvaro Rodríguez    | 2-6      |
| Chefo Sport       | Renault Clio Cup V      | 20      | José Antonio Gómez | José Antonio Gómez  | 1        |
| RX Pro Racing     | Renault Clio Cup IV     | 23      | Julio Carayol      | Samuel Gómez        | 1        |
| Team VRT          | Renault Clio Cup IV     | 40      | José Palomar       | José Palomar        | 1-3, 5-6 |
| Team VRT          | Renault Clio Cup IV     | 45      | Óscar Vergara      | David García        | 2        |
| Team VRT          | Renault Clio Cup IV     | 45      | Josep Borrell      | Josep Borrell       | 6        |
| Team VRT          | Renault Clio Cup IV     | 66      | Laurent Puitgmal   | Nicolas Le Naour    | 1        |
| Team VRT          | Renault Clio Cup IV     | 66      | Laurent Puitgmal   | Damian Freda        | 2        |
| Team VRT          | Renault Clio Cup IV     | 66      | Laurent Puitgmal   | Javier Cicuéndez    | 3, 6     |
| Team VRT          | Renault Clio Cup IV     | 66      | Laurent Puitgmal   | 4                   |          |
| Team VRT          | Renault Clio Cup IV     | 66      | Laurent Puitgmal   | Álvaro Huertas      | 5        |
| VSR Motorsport    | Audi TT                 | 70      | Vicente Vallés     | Vicente Vallés      | 3        |
| Escudería Ourense | Renault Clio Cup IV     | 80      | Jonathan Solis     | Santiago Vallejo    | 6        |
| Clase 3 - D4      |                         |         |                    |                     |          |
| Chefo Sport       | Renault Clio Cup V      | 10      | Máximo Varela      | Máximo Varela       | 1        |
| Chefo Sport       | Renault Clio Cup V      | 41      | Alejandro Iribas   | Alejandro Iribas    | 6        |
| Lurauto KK        | MINI Cup Racer          | 45      | Óscar Vergara      | David García        | 3        |
| François Samy     | Renault Clio Cup III    | 88      | François Samy      | François Samy       | 6        |

## Calendario
| Ronda | Duración carreras (+1 v.) | Circuito                           | Fecha              |
| ----- | ------------------------- | ---------------------------------- | ------------------ |
| 1     | 48' x2                    | Autódromo Internacional do Algarve | 6-7 de abril       |
| 2     | 48' x2                    | Circuito de Navarra                | 8-9 de junio       |
| 3     | 48' x2                    | Motorland Aragón                   | 13-14 de julio     |
| 4     | 48' x2                    | Circuito Monteblanco               | 31 de agosto       |
| 5     | 48' x2                    | Circuito Ricardo Tormo             | 4-5 de octubre     |
| 6     | 2h                        | Circuito de Cataluña               | 23-24 de noviembre |

## Clasificaciones
| Pos                                       | Pilotos            | Pilotos             | Div.    | ALG     | ALG     | NAV     | NAV     | ARA     | ARA     | MON     | MON     | CRT     | CRT     | CAT     | Retención    | Pts     |
| Clase 1                                   | Clase 1            | Clase 1             | Clase 1 | Clase 1 | Clase 1 | Clase 1 | Clase 1 | Clase 1 | Clase 1 | Clase 1 | Clase 1 | Clase 1 | Clase 1 | Clase 1 | Clase 1      | Clase 1 |
| ----------------------------------------- | ------------------ | ------------------- | ------- | ------- | ------- | ------- | ------- | ------- | ------- | ------- | ------- | ------- | ------- | ------- | ------------ | ------- |
| 1                                         | Joan Vinyes III    | Joan Vinyes III     |         |         |         | 1       | 1       | 1       | 1       |         |         |         |         | 1       |              | 106     |
| Pilotos no aptos para puntuar ni bloquear |                    |                     |         |         |         |         |         |         |         |         |         |         |         |         |              |         |
|                                           | Marc Carol         | Marc Carol          |         |         |         |         |         |         |         |         |         |         |         | 1       |              |         |
| Clase 2                                   |                    |                     |         |         |         |         |         |         |         |         |         |         |         |         |              |         |
| 1                                         | Carlos Álvarez     | José Santos         | D1      | 4       | 5       | 5       | 8       | 6       | 9       | 4       | 3       | 4       | 5       | 10      | (268,8 - 20) | 248,8   |
| 2                                         | Manuel Cañizares   | Marcos Menkes       | D1      | Ret     | 1       | 2       | 9       | 2       | 2       | 1       | Ret     | WD      | WD      | 11      |              | 189,2   |
| 3                                         | Asi Goros          | Asi Goros           | D1      | Ret     | 6†      | 4       | 2       | 3       | 3       |         |         |         |         | 5       |              | 162,4   |
| 4                                         | Luís Chillida      | Luís Chillida       | D1      | Ret     | 6†      | 4       | 2       |         |         |         |         |         |         |         |              | 75,6    |
| Pilotos no aptos para puntuar ni bloquear |                    |                     |         |         |         |         |         |         |         |         |         |         |         |         |              |         |
|                                           | Sacha Hebrard      | Sacha Hebrard       | D1      |         |         |         |         |         |         |         |         |         |         | 5       |              |         |
| Clase 3                                   |                    |                     |         |         |         |         |         |         |         |         |         |         |         |         |              |         |
| 1                                         | Laurent Puitgmal   | Laurent Puitgmal    | D3      | 2       | 2       | Ret     | 3       | 4       | 4       | 2       | 1       | 2       | 2       | 3       |              | 353,2   |
| 2                                         | José Palomar       | José Palomar        | D3      | 1       | 3       | 6       | 5       | 5       | 6       |         |         | 1       | 1       | 4       |              | 317,6   |
| 3                                         | José Luis Albors   | Germán López Balboa | D3      | 3       | 4       | 8       | 6       | 8       | 5       | 5       | 4       | 3       | 3       | 8       | (298 - 21,6) | 276,4   |
| 4                                         | Jose Luís López    | Álvaro Rodríguez    | D3      |         |         | 3       | 4       | 7       | 7       | 3       | 2       | 5       | 4       | 7       |              | 264     |
| 5                                         | Javier Cicuendez   | Javier Cicuendez    | D3      |         |         |         |         | 4       | 4       |         |         |         |         | 3       |              | 124     |
| 6                                         | Óscar Vergara      | David García        | D3      |         |         | 7       | 7       |         |         |         |         |         |         |         |              | 72      |
| 7                                         | Nicolas Le Naour   | Nicolas Le Naour    | D3      | 2       | 2       |         |         |         |         |         |         |         |         |         |              | 68,4    |
| 8                                         | Álvaro Huertas     | Álvaro Huertas      | D3      |         |         |         |         |         |         |         |         | 2       | 2       |         |              | 64,8    |
| 9                                         | Damian Freda       | Damian Freda        | D3      |         |         | Ret     | 3       |         |         |         |         |         |         |         |              | 40      |
| 10                                        | Julio Carayol      | Samuel Gómez        | D3      | 5       | NC      |         |         |         |         |         |         |         |         |         |              | 21,6    |
| 11                                        | José Antonio Gómez | José Antonio Gómez  | D4      | Ret     | 7†      |         |         |         |         |         |         |         |         |         |              | 20      |
| =                                         | Óscar Vergara      | David García        | D4      |         |         |         |         | Ret     | 8       |         |         |         |         |         |              | 20      |
|                                           | Vicente Vallés     | Vicente Vallés      | D3      |         |         |         |         | WD      | WD      |         |         |         |         |         |              |         |
|                                           | Máximo Varela      | Máximo Varela       | D4      | WD      | WD      |         |         |         |         |         |         |         |         |         |              |         |
| Pilotos no aptos para puntuar ni bloquear |                    |                     |         |         |         |         |         |         |         |         |         |         |         |         |              |         |
|                                           | François Samy      | François Samy       | D4      |         |         |         |         |         |         |         |         |         |         | 2       |              |         |
|                                           | Alejandro Iribas   | Alejandro Iribas    | D4      |         |         |         |         |         |         |         |         |         |         | 6       |              |         |
|                                           | Jonathan Solis     | Santiago Vallejo    | D3      |         |         |         |         |         |         |         |         |         |         | 9       |              |         |
|                                           | Josep Borrell      | Josep Borrell       | D3      |         |         |         |         |         |         |         |         |         |         | 12†     |              |         |
| Pos                                       | Pilotos            | Pilotos             | Div.    | ALG     | ALG     | NAV     | NAV     | ARA     | ARA     | MON     | MON     | CRT     | CRT     | CAT     | Retención    | Pts     |

| Leyenda: | 1.º | 2.º | 3.º | Pts | SP | NC | Ret | DNQ | DSQ | DNS | PO | WD | C |  | DNP | INJ | EX |  | Neg | Cur | † |

### Trofeo Nacional Clio
Sistema de puntuación
| Posición | 1º | 2º | 3º | 4º | 5º | 6º | 7º | 8º | 9º | 10º |
| -------- | -- | -- | -- | -- | -- | -- | -- | -- | -- | --- |
| Puntos   | 16 | 12 | 10 | 8  | 6  | 5  | 4  | 3  | 2  | 1   |

Resultados
| Pos                                       | Pilotos            | Pilotos             | Clio | ALG | ALG | NAV | NAV | ARA | ARA | MON | MON | CRT | CRT | CAT | Retención | Pts |
| ----------------------------------------- | ------------------ | ------------------- | ---- | --- | --- | --- | --- | --- | --- | --- | --- | --- | --- | --- | --------- | --- |
| 1                                         | Laurent Puitgmal   | Laurent Puitgmal    | IV   | 2   | 1   | Ret | 1   | 1   | 1   | 1   | 1   | 2   | 2   | 2   |           | 148 |
| 2                                         | José Palomar       | José Palomar        | IV   | 1   | 2   | 2   | 3   | 2   | 3   |     |     | 1   | 1   | 3   |           | 116 |
| 3                                         | Jose Luís López    | Álvaro Rodríguez    | IV   |     |     | 1   | 2   | 3   | 4   | 2   | 2   | 4   | 4   | 5   |           | 96  |
| 4                                         | José Luis Albors   | Germán López Balboa | IV   | 3   | 3   | 4   | 4   | 4   | 2   | 3   | 3   | 3   | 3   | 6   | (104 - 8) | 96  |
| 5                                         | Javier Cicuendez   | Javier Cicuendez    | IV   |     |     |     |     | 1   | 1   |     |     |     |     | 2   |           | 48  |
| 6                                         | Nicolas Le Naour   | Nicolas Le Naour    | IV   | 2   | 1   |     |     |     |     |     |     |     |     |     |           | 28  |
| 7                                         | Álvaro Huertas     | Álvaro Huertas      | IV   |     |     |     |     |     |     |     |     | 2   | 2   |     |           | 24  |
| 8                                         | Damián Freda       | Damián Freda        | IV   |     |     | Ret | 1   |     |     |     |     |     |     |     |           | 16  |
| 9                                         | Óscar Vergara      | David García        | IV   |     |     | 3   | 5   |     |     |     |     |     |     |     |           | 16  |
| 10                                        | Julio Carayol      | Samuel Gómez        | IV   | 4   | NC  |     |     |     |     |     |     |     |     |     |           | 8   |
| =                                         | José Antonio Gómez | José Antonio Gómez  | V    | Ret | 4†  |     |     |     |     |     |     |     |     |     |           | 8   |
|                                           | Máximo Varela      | Máximo Varela       | V    | WD  | WD  |     |     |     |     |     |     |     |     |     |           |     |
| Pilotos no aptos para puntuar ni bloquear |                    |                     |      |     |     |     |     |     |     |     |     |     |     |     |           |     |
|                                           | François Samy      | François Samy       | III  |     |     |     |     |     |     |     |     |     |     | 1   |           |     |
|                                           | Alejandro Iribas   | Alejandro Iribas    | V    |     |     |     |     |     |     |     |     |     |     | 4   |           |     |
|                                           | Jonathan Solis     | Santiago Vallejo    | IV   |     |     |     |     |     |     |     |     |     |     | 7   |           |     |
|                                           | Josep Borrell      | Josep Borrell       | IV   |     |     |     |     |     |     |     |     |     |     | 8†  |           |     |